# Panagiotis Pipinelis

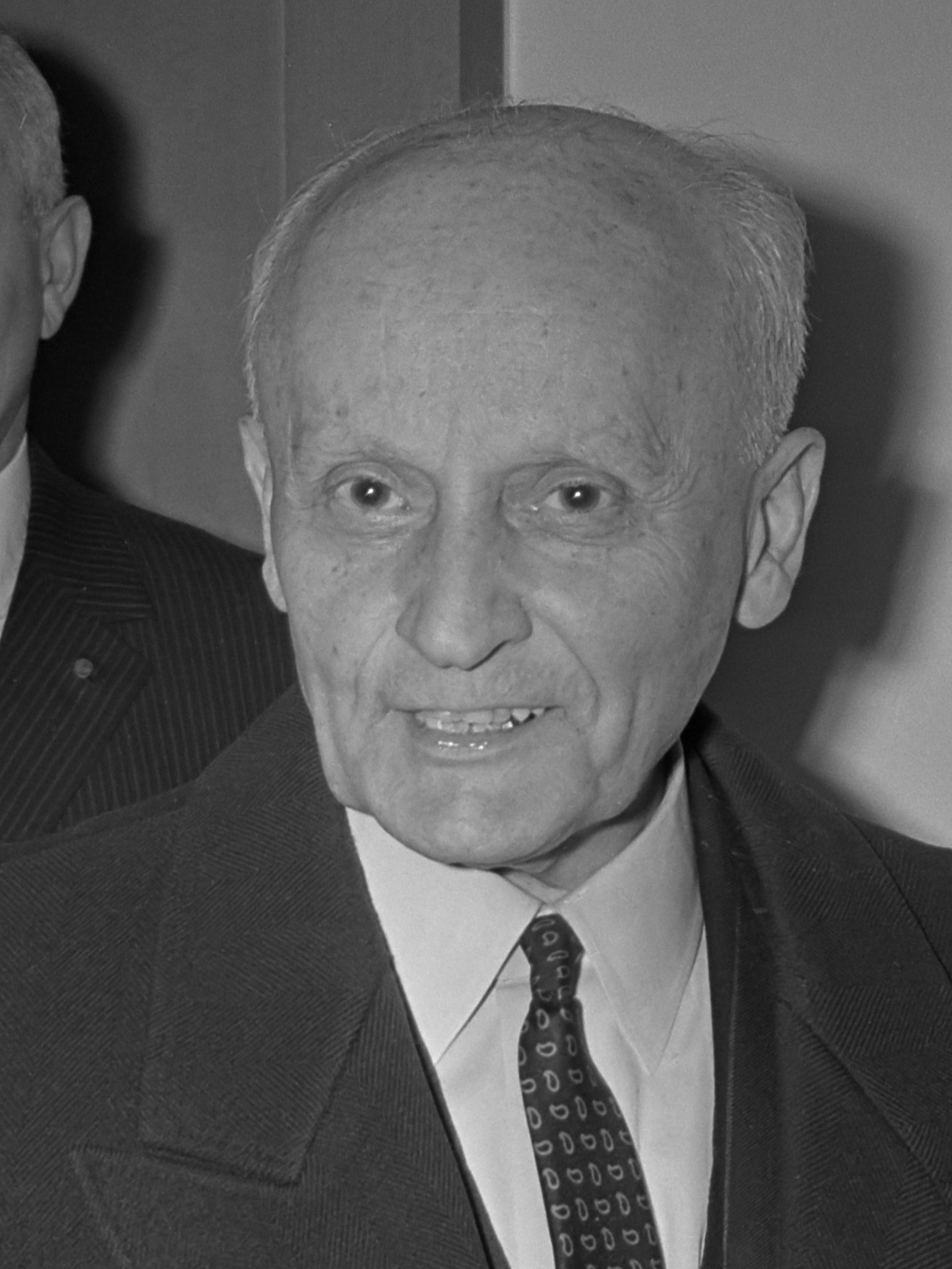
Panagiotis Pipinelis (1968)

Panagiotis Pipinelis (griechisch Παναγιώτης Πιπινέλης, * 21. März 1899 in Piräus; † 19. Juli 1970) war ein griechischer Diplomat, Politiker und Ministerpräsident.

## Werdegang
Pipinelis absolvierte in der Schweiz ein Studium der Rechtswissenschaften und Politikwissenschaften an der Universität Zürich sowie an der Universität Freiburg. 1922 trat er in das Diplomatische Korps ein. In den folgenden Jahren war er an mehreren Botschaften tätig. 1936 war er Mitarbeiter der Botschaft in Budapest sowie anschließend 1940 an der Botschaft in Sofia.
Zwischen 1947 und 1950 diente Pipinelis als Staatssekretär im Außenministerium und war vom Januar bis März 1950 erstmals für kurze Zeit Außenminister im Kabinett der Übergangsregierung von Ioannis Theotokis. 1952 wurde er zum ersten Ständigen Vertreter Griechenlands bei der NATO berufen. Im folgenden Jahr verließ er den diplomatischen Dienst, wechselte in die Politik und schloss sich der konservativen Partei ERE von Konstantinos Karamanlis an. Von 1961 bis 1963 war er im dritten Kabinett Karamanlis Handelsminister.
Nach Differenzen zwischen König Paul und Premierminister Karamanlis erklärte Karamanlis seinen Rücktritt. Der überzeugte Monarchist Pipinelis wurde als Nachfolger mit der Regierungsbildung beauftragt. Zwischen dem 19. Juni und 28. September 1963 war er Premierminister und Außenminister. Während seiner Amtszeit versuchte er vergeblich eine Änderung des Wahlsystems zu Gunsten der ERE durchzusetzen. Bei der Parlamentswahl vom 3. November errang die oppositionelle EK von Georgios Papandreou einen Stimmenanteil von 42 Prozent. Nach einer Übergangsregierung von Stylianos Mavromichalis wurde Papandreou schließlich am 8. November 1963 Premierminister.
Nach dem Obristenputsch durch Oberst Georgios Papadopoulos vom 21. April 1967 wurde er schließlich erneut Außenminister. In diesem Amt diente er der Militärdiktatur bis zu seinem Tod.
Die von ihm während seiner Zeit als Diplomat und Politiker verfassten Schriften und Notizen sind Bestandteil der Gennadius-Bücherei der American School of Classical Studies at Athens.